# 穆生華
穆生华（1821年—1865年），清代后期甘肃回民起事首领，平凉人，又名“穆三”,人称“平凉三爷”。伊斯兰教哲赫忍耶门宦大阿訇。

## 生平
穆生华早年在伏羌（今甘谷县）跟随“关里爷”马二阿訇学习回经。业成后，在秦安、清水和平凉一带传教。同治元年（1862年），陕西关中回乱回民起事，影响波及陕西、甘肃边境。八月，穆生华在秦安县莲花城、张家川为基地发动反清，组成“南八营”，与周边平凉、固原、盐茶厅及金积堡的几股回民反清军相呼应。同治二年（1863年），穆生华在龙山镇常家堡击败清军。其部众戴白帽，打绿旗，大旗上书“抗清扶明”四字，并使用明朝崇祯皇帝的年号，用崇祯纪年来发布安民告示。后与清军交战中擒巡道，杀总兵，在八月攻破了平凉城，在平涼建立「成正國」，改元成正元年，遙尊馬化龍為最高首領。但馬化龍拒絕接受擁戴，只得取消。十月，与清军提督雷正绾部交战中失利，所占镇城不断失守。后与陕西回民反清军联合，投奔马化龙。同治四年六月二十五日，穆生华卒于灵武，终年四十五岁。